# Дислокация (материалознание)
Вижте пояснителната страница за други значения на Дислокация.
Дислокация в материалознанието е линеен кристалографски дефект или нарушение на пространствената периодичност на кристалната структура. Наличието на дислокации във веществата силно влияе на техните свойства, в частност дислокациите са причината за пластичността на металите. Теорията на диклокациите е разработена от италианския математик Вито Волтера, терминът дислокация е въведен от Джефри Инграм Тейлор през 1934 г.
Има два основни типа дислокации – краева и винтова. Практически реалните дислокации са частично краеви и частично винтови, поради което се наричат смесени дислокации.